# Херман II (Липе)
Херман II фон Липе (на немски: Hermann II zur Lippe, * 1175 в Липе, днес Липщат, † 25 декември 1229) е от 1196 до 1229 г. господар на Липе и Реда
Херман II е най-възрастният син на благородника Бернхард II фон Липпе (1140 – 1224) и на Хайлвиг фон Аре-Хохщаден (1150 – 1196), дъщеря на граф Ото I.
Той е сърегент с баща си и го последа през 1196 г. като владетел. През немския конфликт за трона той е на страната на Велфите и през 1214 г. отива към император Фридрих II.
През 1217/18 г. Херман става администратор на Утрехт за брат си Ото II, епископ на Утрехт, спечелва фогтаи. През 1227 г. той участва в битката при Борнхьовед против Дания. По-късно той помага на брат си Герхард II, архиепископ на Бремен, против селяните. Като командир на архиепископската войска той е убит на 25 декември 1229 г. в битката при Хасберген.

## Фамилия
Херман е женен за графиня Ода фон Текленбург (1180 – 1221), дъщеря на граф Симон фон Текленбург и на графиня Ода фон Берг-Алтена. Те имат седем деца:
- Бернхард III (1194 – 1265)
- Симон I, епископ на Падерборн (1196 – 1277)
- Ото II фон Липе, епископ на Мюнстер (1247 – 1259)
- Хайлвиг фон Липе (1200 – 1248), омъжена за граф Адолф IV фон Холщайн
- Етелинд фон Липе (1204 – 1273), омъжена за граф Адолф I фон Валдек
- Ода фон Липе (1210 – 1262), омъжена за граф Конрад I фон Ритберг
- Гертруда фон Липе (1212 – 1244), омъжена за граф Лудвиг фон Равенсберг